# Mustapha El Anka
Mustapha El Anka (en arabe : مصطفى العنقة), de son vrai nom Mustapha Aït Ouarab, né le 6 septembre 1926 à la Kolea et mort le 3 novembre 1993 à Alger est un chanteur interprète et acteur algérien. Il est aussi crédité dans les films sous le nom Mustapha Halo.

## Biographie
Fils de Hadj El Anka, Mustapha El Anka obtient son certificat d'études à l'âge de 13 ans et intègre la troupe musicale dirigée par son père pour être percussionniste de darbouka de l'orchestre. En 1947, il se rend à Paris. Il apprend à jouer de la guitare, du banjo et de la mandole. 12 ans plus tard, il est recruté par l'ORTF en tant que conseiller technique et chef de section. À ce titre, il assiste aux enregistrements des disques en arabe et en kabyle, et il rencontre des artistes et musiciens arabes comme Mohamed Abdelwahab et Farid El Atrache. 
Il se marie avec une espagnole. Après la fin de la Guerre d'Algérie, il retourne en Algérie et se retrouve au TNA comme chanteur dans l'orchestre de Haddad El-Djilali. Bref passage en 1967 à Annaba puis retour à Alger en tant que comédien cette fois-ci dans la troupe de Hassan El-Hassani. Puis la tentation du cinéma où il excelle dans les rôles tragiques dont il a à son actif, plus de 60 films, dont les plus célèbres: Khoud m'atak allah, Aich ba tnach ou On peut toujours rêver aux côtés de Pierre Richard, son dernier film El Ouelf S'aib dans lequel il avait joué et qu'il ne verra pas. 
Il meurt 3 novembre 1993 à Alger et est enterré au cimetière El Kettar.

## Filmographie
- 1971 : Pas de blanc à la une de Y. Bouchouchi
- 1972 :  Chebka de Ghaouti Bendeddouche
- 1973 : Le Charbonnier de Mohamed Bouamari
- 1974 : Le mariage des dupes de Hadj Rahim
- 1979 : Les Aventures d'un héros
- 1981 : Prends 10 000 balles et casse-toi de Mahmoud Zemmouri : Si Tayeb
- 1982 : Khoud m'atak allah
- 1983 : A'ich ba tnach
- 1986 : Les Folles Années du twist de Mahmoud Zemmouri : Si Tayeb
- 1986 : La Dernière Image de Mohammed Lakhdar-Hamina : Kabrane
- 1986 : Le Moulin de Monsieur Fabre de Ahmed Rachedi
- 1989 : Elli Fat mat
- 1990 : De Hollywood à Tamanrasset de Mahmoud Zemmouri : Jebraoui Rabah
- 1991 : On peut toujours rêver de Pierre Richard : Mr Merzahoui
- 1993 : L'Honneur de la tribu de Mahmoud Zemmouri : Georgeaud
- 1993 : Automne, Octobre à Alger de Mohammed Lakhdar-Hamina
- 1993 : El Ouelf S'aib de Mohamed Hilmi